# Theydon Bois (stanice metra v Londýně)
Theydon Bois je stanice metra v Londýně, otevřená 24. dubna 1865. Stanice je bez prodeje jízdenek.
Roku 2015 bylo zbudováno nové parkoviště. Stanice nemá autobusový terminál. Stanice se nachází v přepravní zóně 6 a leží na lince:
- Central Line mezi stanicemi Debden a Epping.

| Rok  | Počet cestujících |
| ---- | ----------------- |
| 2011 | 0,74 mil.         |
| 2012 | 0,75 mil.         |
| 2013 | 0,82 mil.         |
| 2014 | 0,85 mil.         |